# Nicotiana benavidesii
Nicotiana benavidesii là loài thực vật có hoa trong họ Cà. Loài này được Goodspeed mô tả khoa học đầu tiên năm 1938.